# Crni bombarder (album)
Crni bombarder – szósty album studyjny serbsko-bośniackiego piosenkarza Rodoljuba "Rokiego" Vulovicia wydany w 1995 roku.

## Lista utworów[1]
| Nr | Tytuł                         | Polskie tłumaczenie             | Inspiracja                  | Czas |
| -- | ----------------------------- | ------------------------------- | --------------------------- | ---- |
| 1. | „Balada o ratniku”            | „Ballada o wojowniku”           |                             | 3:01 |
| 2. | „Crna Gora”                   | „Czarnogóra”                    | Czarnogóra                  | 3:18 |
| 3. | „Crni bombarder”              | „Czarny bombowiec”              | F-117 Nighthawk             | 3:47 |
| 4. | „Daleko si rodjeni brate”     | „Daleko jesteś rodzony bracie”  |                             | 4:09 |
| 5. | „Generale, generale”          | „Generale, generale”            | Gen. Ratko Mladić           | 3:13 |
| 6. | „Ko su bili ti hrabri heroji” | „Kim byli ci dzielni bohaterzy” |                             | 3:17 |
| 7. | „Republika Srpska i Krajina”  | „Republika Serbska i Krajina”   | Republika Serbska i Krajina | 3:12 |
| 8. | „Srpska garda”                | „Serbska gwardia”               |                             | 4:02 |